# Lobodillo harvipannosus
Lobodillo harvipannosus är en kräftdjursart som beskrevs av Johann Moritz David Herold 1931. Lobodillo harvipannosus ingår i släktet Lobodillo och familjen Armadillidae. Inga underarter finns listade i Catalogue of Life.